# Wings (zespół muzyczny)
Wings – zespół rockowy założony przez Paula McCartneya w 1971 i istniejący do 1981.
Mimo że w zespole zachodziło wiele zmian personalnych, to przez cały okres istnienia głównym trzonem byli: Paul McCartney, jego żona Linda McCartney i piosenkarz Denny Laine. Brzmienie Wings było zróżnicowane – od sielankowej łagodności i urokliwej stylistyki pop („Mary Had a Little Lamb”, „Little Lamb Dragonfly”, „One More Kiss”) do porywającego rocka i bluesa („So Glad to See You Here”, „Wild Life”, „Call Me Back Again”). Melodyka zespołu Wings nawiązywała często do różnych środków ekspresji, które pod koniec lat 60. wprowadzał zespół The Beatles. W 1977 grupie sukces przyniósł singiel „Mull of Kintyre”.

## Dyskografia
1. Wild Life (1971)
2. Red Rose Speedway (1973)
3. Band on the Run (1973)
4. Venus and Mars (1975)
5. Wings at the Speed of Sound (1976)
6. Wings Over America (album koncertowy; 1976)
7. London Town (1978)
8. Wings Greatest (1978)
9. Back to the Egg (1979)
10. Concerts for the People of Kampuchea (album koncertowy; 1981)
11. Band on the Run: 25th Anniversary Edition (1999)
12. Wingspan: Hits and History (2001)

## Trasy koncertowe
- Wings University Tour
- Wings Over Europe Tour
- Wings 1973 UK Tour
- Wings Over the World tour
- Wings UK Tour 1979